# Bystra Podhalańska
Bystra Podhalańska (do 2015 Bystra) – wieś w Polsce położona w województwie małopolskim, w powiecie suskim, siedziba gminy Bystra-Sidzina.

## Integralne części wsi
Bachnatowa, Bachorzowa, Bednarzowa, Brykowa, Burkowa, Ciepałowa, Gizowa, Gałowa, Heretykowa, Hotałowa, Hyćkowa, Jaskółkowa Dolna, Jaskółkowa Górna, Knapikowa, Kowalczykowa, Krzywickowa, Kulakowa, Majerzowa, Marchwiakowa, Matyjaszkowa, Miśkowa, Na Pańskim, Pyrtkowa Dolna, Pyrtkowa Górna, Polana, Radaniowa, Skupniowa, Smętkowo, Sutorowa, Szewcowa, Talapkowa Dolna, Talapkowa Górna, Traczowa, Traczykowa, Wiertelowa Dolna, Wiertelowa Górna, Wronowa, Wyjadaczowa, Zagrody, Ziajowa Dolna, Ziajowa Górna, Ziętkowa Dolna, Ziętkowa Górna.
Do 1954 roku istniała gmina Bystra. W latach 1954–1972 wieś należała i była siedzibą władz gromady Bystra. W latach 1975–1998 miejscowość należała administracyjnie do województwa nowosądeckiego.
W miejscowości jest przystanek kolejowy Bystra Podhalańska.

## Zabytki
Obiekt wpisany do rejestru zabytków nieruchomych województwa małopolskiego.
- Park dworski z aleją lipową.

## Turystyka
Z Bystrej Podhalańskiej wychodzi kilka szlaków górskich, dzięki którym można bez problemu wyjść np. na Babią Górę. Rozbudowane zostały także trasy rowerowe, ciągnące się wzdłuż potoku Bystrzanki. Bystra należy do miejscowości o charakterze agroturystycznym.

## Religia
We wsi znajduje się ośrodek rekolekcyjny Maksymilianum należący do Ruchu Światło-Życie Archidiecezji Krakowskiej.

## Osoby związane z miejscowością
- Stanisław Pyrtek
- Jan Bednarski.